# Club Atlético de Madrid 2005-2006
Questa voce raccoglie le informazioni riguardanti il Club Atlético de Madrid nelle competizioni ufficiali della stagione 2005-2006.

## Stagione
Nella stagione 2005-2006 i colchoneros, allenati da Carlos Bianchi fino alla diciottesima giornata, poi esonerato e avvicendato da José Murcia, non vanno oltre il decimo posto in campionato. In Coppa del Re l'Atlético Madrid è eliminato agli ottavi di finale dal Real Saragozza, finalista della competizione.

## Maglie e sponsor
| Manica sinistra · Manica sinistra · Maglietta · Maglietta · Manica destra · Manica destra · Pantaloncini · Calzettoni | Manica sinistra · Manica sinistra · Maglietta · Maglietta · Manica destra · Manica destra · Pantaloncini · Calzettoni |

## Rosa
| N. |                      | Ruolo | Calciatore                |
| -- | -------------------- | ----- | ------------------------- |
| 1  | Spagna (bandiera)    | P     | Iván Cuéllar              |
| 2  | Spagna (bandiera)    | D     | Juan Velasco Damas        |
| 3  | Spagna (bandiera)    | D     | Antonio López             |
| 4  | Spagna (bandiera)    | C     | Gonzalo Colsa             |
| 5  | Spagna (bandiera)    | D     | José Antonio García Calvo |
| 6  | Spagna (bandiera)    | C     | José Ignacio Zahínos      |
| 7  | Argentina (bandiera) | C     | Luciano Galletti          |
| 8  | Spagna (bandiera)    | C     | Ariel Ibagaza             |
| 9  | Spagna (bandiera)    | A     | Fernando Torres           |
| 10 | Serbia (bandiera)    | A     | Mateja Kežman             |

| N. |                      | Ruolo | Calciatore         |
| -- | -------------------- | ----- | ------------------ |
| 11 | Argentina (bandiera) | C     | Maxi Rodríguez     |
| 14 | Spagna (bandiera)    | C     | Javier Arizmendi   |
| 15 | Spagna (bandiera)    | D     | Francisco Molinero |
| 17 | Bulgaria (bandiera)  | C     | Martin Petrov      |
| 18 | Spagna (bandiera)    | C     | Juan Valera Espín  |
| 20 | Spagna (bandiera)    | C     | Gabi               |
| 21 | Colombia (bandiera)  | D     | Luis Perea         |
| 22 | Spagna (bandiera)    | D     | Pablo Ibáñez       |
| 23 | Francia (bandiera)   | C     | Peter Luccin       |
| 25 | Argentina (bandiera) | P     | Leo Franco         |

## Risultati

### Primera División

#### Girone d'andata
| Madrid 28 agosto 2005 1ª giornata | Atlético Madrid    | 0 – 0 referto | Real Saragozza | Vicente Calderón (55 000 spett.)\| Arbitro: \| Iturralde González \| |
| Arbitro:                          | Iturralde González |               |                |                                                                      |

| Arbitro: | Daudén Ibáñez |

|               |           |  |
| Capdevila 90’ | Marcatori |  |

| Arbitro: | Medina Cantalejo |

|                          |           |          |
| F. Torres 16’ Kežman 47’ | Marcatori | 4’ Eto'o |

| Arbitro: | Teixeira Vitienes |

|                              |           |                          |
| Kovačević 56’, 88’ Nihat 82’ | Marcatori | 10’ F. Torres 19’ Kežman |

| Arbitro: | Pérez Burrull |

|  |           |           |
|  | Marcatori | 4’ Pernía |

| Arbitro: | Turienzo Álvarez |

|  |           |                                 |
|  | Marcatori | 65’ (rig.) F. Torres 74’ Kežman |

| Arbitro: | González Vázquez |

|  |           |                                         |
|  | Marcatori | 7’ (rig.), 61’ Ronaldo 90’ (aut.) Perea |

| Arbitro: | Ramírez Domínguez |

|  |           |          |
|  | Marcatori | 46’ Maxi |

| Arbitro: | Teixeira Vitienes |

|                                 |           |  |
| Maxi 22’ Pablo 62’ Galletti 85’ | Marcatori |  |

| Arbitro: | Pérez Lasa |

|            |           |            |
| Zahínos 5’ | Marcatori | 89’ Forlán |

| Siviglia 6 novembre 2005 11ª giornata | Siviglia        | 0 – 0 referto | Atlético Madrid | Ramón Sánchez Pizjuán (40 000 spett.)\| Arbitro: \| Mejuto González \| |
| Arbitro:                              | Mejuto González |               |                 |                                                                        |

| Arbitro: | Pérez Lasa |

|                         |           |              |
| Baiano 23’ Canobbio 52’ | Marcatori | 59’ A. López |

| Arbitro: | Daudén Ibáñez |

|           |           |                 |
| Luccin 8’ | Marcatori | 10’ Dani Jarque |

| Arbitro: | González Vázquez |

|            |           |            |
| Orbaiz 90’ | Marcatori | 12’ Kežman |

| Arbitro: | Ramírez Domínguez |

|               |           |              |
| F. Torres 65’ | Marcatori | 80’ Sarriegi |

| Arbitro: | Fernández Borbalán |

|                       |           |                   |
| Iuliano 19’ Yordi 84’ | Marcatori | 1’ Maxi 13’ Colsa |

| Arbitro: | Puentes Leira |

|                           |           |            |
| Raúl García 29’ Romeo 33’ | Marcatori | 35’ Petrov |

| Madrid 5 gennaio 2006 18ª giornata | Atlético Madrid | 0 – 0 referto | Valencia | Vicente Calderón (35 000 spett.)\| Arbitro: \| Muñiz Fernández \| |
| Arbitro:                           | Muñiz Fernández |               |          |                                                                   |

| Arbitro: | Ayza Gámez |

|          |           |  |
| Capi 29’ | Marcatori |  |

#### Girone di ritorno
| Arbitro: | Iturralde González |

|  |           |                               |
|  | Marcatori | 28’ Maxi 59’ (rig.) F. Torres |

| Arbitro: | Fernández Borbalán |

|                            |           |                             |
| Maxi 32’, 82’ A. López 57’ | Marcatori | 47’ R. Castro 58’ Capdevila |

| Arbitro: | Lizondo Cortés |

|             |           |                             |
| Larsson 65’ | Marcatori | 33’, 79’ F. Torres 46’ Maxi |

| Arbitro: | Puentes Leira |

|            |           |  |
| Kežman 83’ | Marcatori |  |

| Arbitro: | Teixeira Vitienes |

|  |           |                                   |
|  | Marcatori | 29’ Luccin 48’ Maxi 63’ F. Torres |

| Arbitro: | Rodríguez Santiago |

|                                           |           |  |
| F. Torres 5’, 9’ Maxi 39’ Valera 66’, 89’ | Marcatori |  |

| Arbitro: | Medina Cantalejo |

|                         |           |            |
| Cassano 5’ Baptista 40’ | Marcatori | 28’ Kežman |

| Arbitro: | González Vázquez |

|                                |           |           |
| F. Torres 65’ (rig.) Pablo 74’ | Marcatori | 70’ Damià |

| Arbitro: | Undiano Mallenco |

|           |           |               |
| Forlán 9’ | Marcatori | 57’ F. Torres |

| Arbitro: | Ayza Gámez |

|  |           |            |
|  | Marcatori | 77’ Puerta |

| Arbitro: | Pérez Lasa |

|                  |           |            |
| Lobos 68’ (rig.) | Marcatori | 33’ Kežman |

| Arbitro: | Lizondo Cortés |

|  |           |                                           |
|  | Marcatori | 69’ Lequi 83’ (rig.) Baiano 89’ de Ridder |

| Arbitro: | Muñiz Fernández |

|              |           |          |
| Pandiani 83’ | Marcatori | 47’ Gabi |

| Arbitro: | Undiano Mallenco |

|               |           |  |
| F. Torres 82’ | Marcatori |  |

| Arbitro: | Ramírez Domínguez |

|  |           |              |
|  | Marcatori | 47’ A. López |

| Arbitro: | Teixeira Vitienes |

|  |           |           |
|  | Marcatori | 69’ Jonás |

| Arbitro: | Iturralde González |

|  |           |                 |
|  | Marcatori | 15’ Iñaki Muñoz |

| Arbitro: | Puentes Leira |

|                  |           |          |
| Villa 11’ (rig.) | Marcatori | 19’ Maxi |

| Arbitro: | Pino Zamorano |

|            |           |          |
| Kežman 23’ | Marcatori | 76’ Arzu |

### Coppa del Re
| Arbitro: | Moreno Delgado |

|  |           |            |
|  | Marcatori | 86’ Kežman |

| Arbitro: | Medina Cantalejo |

|  |           |          |
|  | Marcatori | 63’ Maxi |

| Arbitro: | Mejuto González |

|  |           |              |
|  | Marcatori | 58’ Ewerthon |

| Arbitro: | Pérez Lasa |

|                    |           |                         |
| Cani 10’ Óscar 27’ | Marcatori | 33’ Kežman 62’ Galletti |

## Statistiche

### Statistiche di squadra
| Competizione     | Punti | Totale | Totale | Totale | Totale | Totale | Totale | DR |
| Competizione     | Punti | G      | V      | N      | P      | Gf     | Gs     | DR |
| ---------------- | ----- | ------ | ------ | ------ | ------ | ------ | ------ | -- |
| Primera División | 52    | 38     | 13     | 13     | 12     | 45     | 37     | +8 |
| Coppa del Re     | -     | 4      | 2      | 1      | 1      | 4      | 3      | +1 |
| Totale           | 52    | 42     | 15     | 14     | 14     | 49     | 40     | +9 |